# Zgrzewanie ultradźwiękowe
Zgrzewanie ultradźwiękowe - przemysłowa metoda łączenia materiałów, w której fale akustyczne o wysokich częstotliwościach są wykorzystywane jako nośnik energii.  
Jest jedną z metod zgrzewania tarciowego. Drgania o bardzo wysokich częstotliwościach powodują nagrzewanie i w rezultacie topienie łączonych elementów. Po ochłodzeniu, w miejscu styku elementów powstaje trwałe połączenie.
Metoda ta znajduje coraz więcej zastosowań w przemyśle i zastępuje wiele innych pracochłonnych i czasochłonnych metod łączenia ze sobą elementów.

## Zalety
• Bardzo krótkie czasy zgrzewania
• Brak termicznych uszkodzeń wokół obszaru zgrzewania
• Niskie zużycie energii podczas zgrzewania, a tym samym wysoka wydajność
• Brak potrzeby stosowania rozpuszczalników i dodatków (bezproblemowy odzysk odpadów)
• Możliwość różnorodnego ustawienia parametrów zgrzewania pozwala uzyskać stałe i powtarzalne rezultaty
• Różne materiały termoplastyczne mogą być zgrzewane razem
• Narzędzia zgrzewalnicze nie nagrzewają się, dzięki czemu można je szybko wymienić
• Brak ryzyka zranienia przez gorące części maszyny

Metoda ta jest powszechnie stosowana do łączenia elementów polimerowych, szczególnie przydatna jest przy łączeniu par materiałów różniących się składem. W procesie zgrzewania ultradźwiękowego nie ma potrzeby stosowania elementów złącznych (kołki, sztyfty), lutów, ani połączeń adhezyjnych.